# غاريغيا
بلدية غاريغيا (بالإسبانية: Garriguella) هي بلدية تقع في مقاطعة جرندة التابعة لمنطقة كتالونيا شمال شرق إسبانيا.

## الديموغرافيا
بلغ عدد سكان بلدية غاريغيا 863 نسمة عام 2011 (وفقاً للمعهد الوطني الإسباني للإحصاء).
| 666 | 687 | 725 | 735 | 795 | 825 | 863 |